# رادوستنی
رادوستنی (به لاتین: Radostny) یک منطقهٔ مسکونی در روسیه است که در سرزمین آلتای واقع شده‌است.